# 2010年薩赫勒饑荒

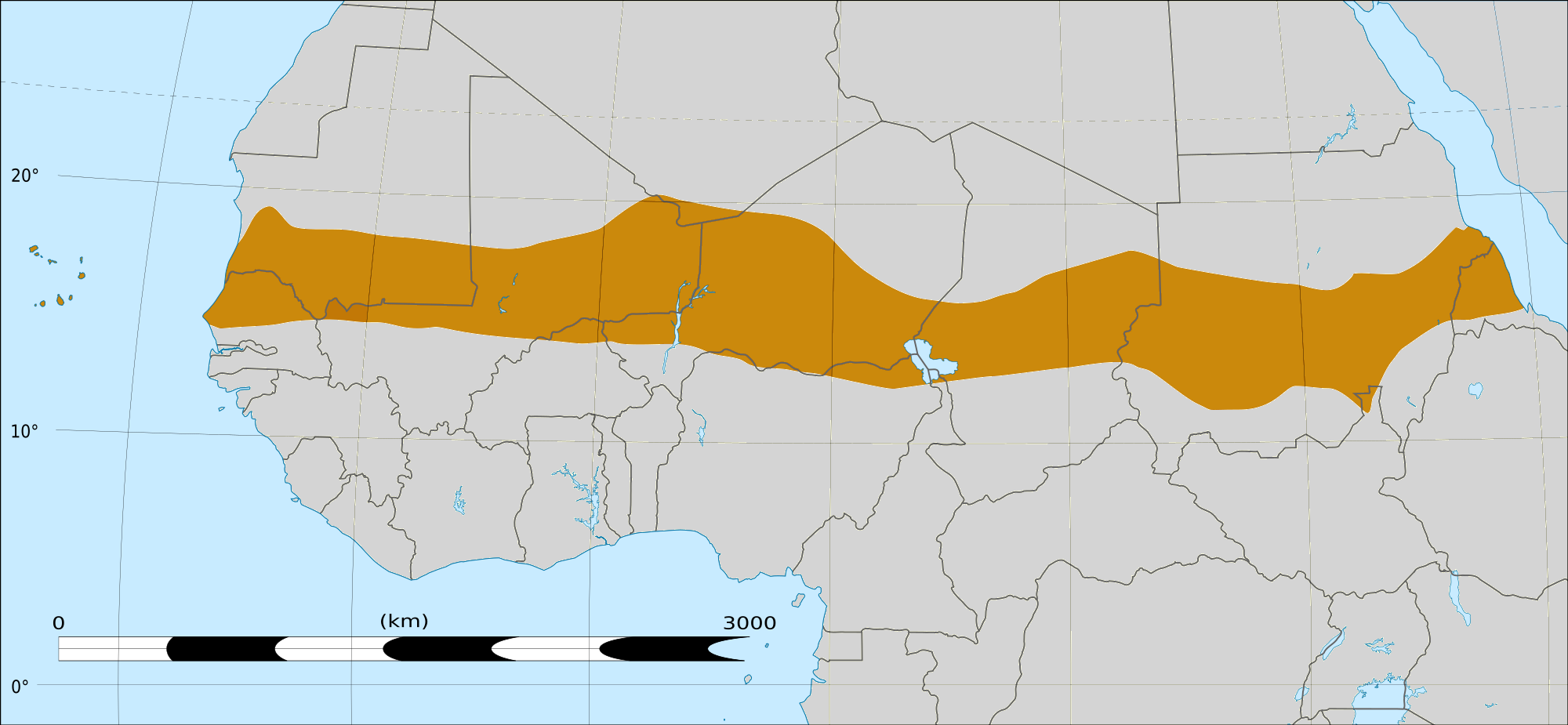
萨赫勒地區地圖

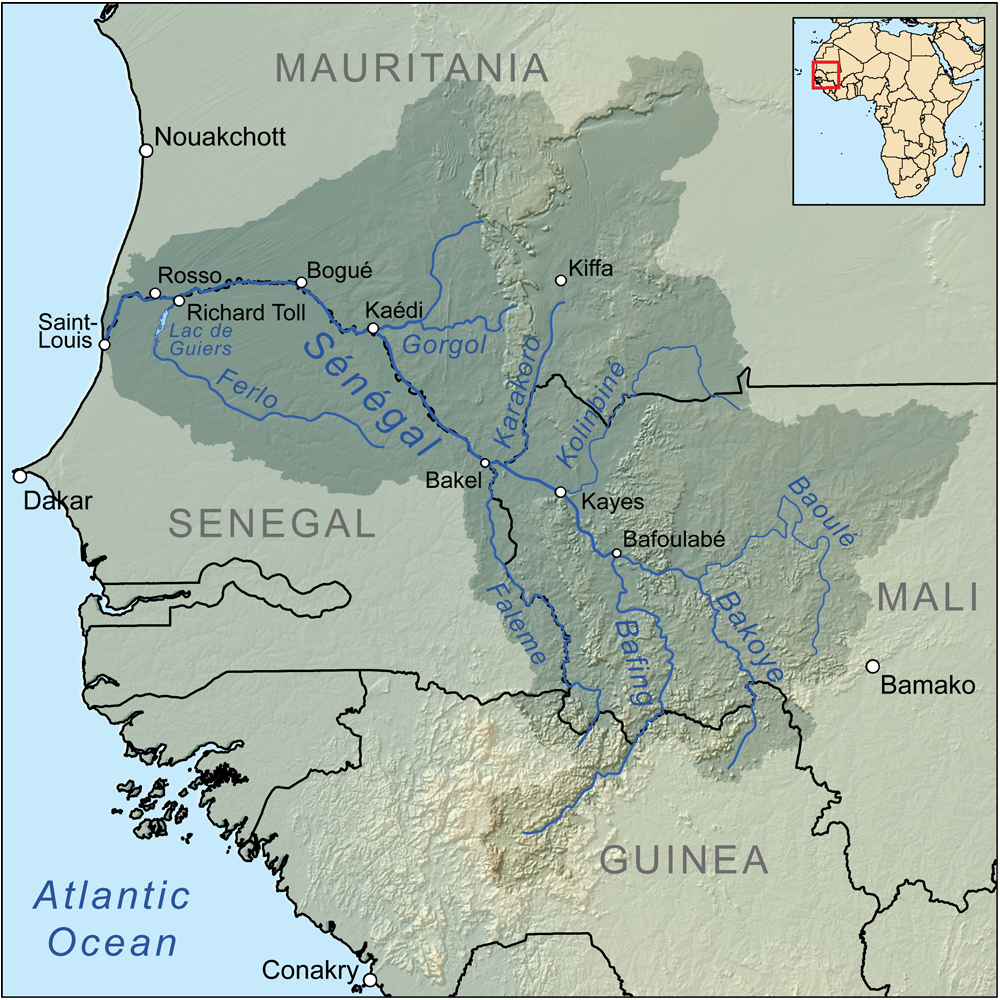
塞内加尔河流域地图

2010年2月至8月，非洲萨赫勒地区和邻近的塞内加尔河流域地区的许多地方发生了大规模的饑荒。
萨赫勒是非洲北部撒哈拉沙漠和南部苏丹草原之间的生态气候和生物地理过渡带，面积305.32万平方公里。它是一個含有半干旱草原、疏林草原、草原和荆棘灌丛的过渡生态区。 
邻近的塞内加尔河流域地區的地方包括毛里塔尼亚、马里、塞内加尔和几内亚的部分或全部地区。据联合国、非政府组织和塞内加尔河流域发展局表示，2009年當地的降雨量很低。苏丹棟古拉於2010年6月22日创下49.7°C (121.3 °F)的气温新纪录。 

## 概述
在2009年底萨赫勒地區發生大雨后，2010年萨赫勒国家出现饥荒和粮食短缺，随后又出现了热浪，影響範圍遍佈苏丹、尼日尔、奈及利亞北部、喀麦隆北部、乍得、塞内加尔、布吉納法索，毛里塔尼亚、马里以及邻近的塞内加尔河地区的部分地区。 
2009年12 月，美国国际开发署和一些非政府组织都预测，与2008年同期相比，马里南部地区的粮食危機會進一步加剧。